# Geschützter Landschaftsbestandteil Heiderelikt Streithagen
Der Geschützte Landschaftsbestandteil Heiderelikt Streithagen mit einer Flächengröße von 1,24 ha liegt nördlich von Rahrbach im Gemeindegebiet von  Kirchhundem (Kreis Olpe). Es wurde 2020 durch den Kreistag des Kreises Olpe als Geschützter Landschaftsbestandteil (LB) mit dem Landschaftsplan  Nr. 5 Rothaarvorhöhen zwischen Olpe und Altenhundem ausgewiesen. Von 1984 bis 2020 gehörten die Flächen zum Landschaftsschutzgebiet Kreis Olpe. Der LB ist westlich, südlich und östlich vom Landschaftsschutzgebiet Rothaarvorhöhen, Typ A umgeben.

## Gebietsbeschreibung
Der LB liegt am Waldrand des Stembergs zur offenen Rahrbruch-Mulde. Der LB wird überspannt von drei parallel geführten Hochspannungsleitungen. Unterhalb der Hochspannungsleitungen liegt eine Zwergstrauchheide mit wenigen Wacholdern. Im Heidebereich gibt es Schlag- und Sukzessionsgebüsch aus Birken und Faulbaum. Unterhalb der mittleren Freileitung gibt es einen Borstgrasrasen. Im Westen des LB steht ein blaubeerreicher Heidewald mit einzelnen tief beasteten Buchen, durchsetzt von wenigen Wacholdern. Hier wächst der auf nährstoffarme Böden angewiesene Dreizahn.
Der Landschaftsplan führt zum LB aus: „Schutzwürdig sind die trockene Zwergstrauchheide, die Wacholdergebüsche, der Borstgrasrasen und der lichte Heidewald mit Hude-Relikten, die zusammen einen kleinen, seltenen und schutzwürdigen Lebensraumkomplex der historischen Landnutzung bilden.“

## Schutzzweck
Die Ausweisung erfolgt:
- „als Lebensstätte wild lebender Tier- und Pflanzenarten,“
- „als Verbindungselement im Sinne des Biotopverbundsystems,“
- „als gliederndes und belebendes Landschaftselement und zur Bereicherung des Landschaftsbildes,“
- „als Relikt einer kulturhistorisch bedeutsamen Waldnutzungsform und als Element einer gewachsenen Kulturlandschaft.“[1]

## Verbote
Es wurden drei spezielle Verbot für den LB erlassen:
- „die Zwergstrauchheide oder den Borstgrasrasen aufzuforsten oder in eine andere Nutzung zu überführen,“
- „Wildfütterungen und Wildäsungsflächen anzulegen,“
- „die Fläche des Landschaftsbestandteils zu düngen oder zu kalken.“[1]

## Gebote
Für den LB wurden drei spezielle Gebote erlassen:
- „die offenen Heideflächen und den Borstgrasrasen zu erhalten und von aufkommendem Gehölzbewuchs (außer Wacholder) freizustellen sowie angrenzende Sukzessionsgebüsche zurückzudrängen,“
- „die Heideflächen und den Borstgrasrasen als seltenen Lebensraumkomplex durch geeignete Pflegemaßnahmen (extensive Weidenutzung, Plaggen) in Abstimmung mit der unteren Naturschutzbehörde zu erhalten und zu vermehren,“
- „Nadelholzbestände im unmittelbaren Umfeld des Landschaftsbestandteils in bodenständigen Laubwald (Festsetzung nach § 12 LNatSchG) oder Heide-/Borstgrasflächen umzuwandeln.“[1]